# النيابة الملكية على القوقاز (1801–1917)
كانت النيابة الملكية على القوقاز السلطة الإدارية والسياسية للإمبراطورية الروسية في منطقة القوقاز التي تمارس من خلال مكاتب المدير العام (بالروسية: главноуправляющий)‏ (1801–1844، 1882–1902) ونائب الملك (наместник) (1844–1882، 1904–1917). تشيع ترجمة هذين المصطلحين بشكل غير دقيق إلى اللغة الإنجليزية باسم نائب الملك، والذي كثيرًا ما يستخدم بالتبادل مع الحاكم العام. وبشكل أكثر دقة، يشار إلى главноуправляющий باسم المفوض السامي للقوقاز، بينما يشار إلى наместник باعتباره نائب الملك.
وعلى مدى أكثر من قرن من الحكم الروسي للقوقاز، خضع هيكل نائب الملك لعدد من التغييرات، مع إضافة أو إزالة المناصب الإدارية وإعادة ترسيم تقسيمات المحافظات.

## التاريخ
كانت المرة الأولى التي تأسست فيها السلطة الروسية على شعوب القوقاز بعد الضم الروسي لمملكة كارتلي-كاخيتي (شرق جورجيا) في عام 1801. لقد كان الجنرال كارل هاينريش فون كنورينج [Кнорринг, Карл Фёдорович] أول شخص يتم تكليفه بحكم إقليم القوقاز، حيث أُطلق عليه رسميًا لقب القائد الأعلى للقوات المسلحة في جورجيا والحاكم العام لتفليس (تبليسي). وفي عهد خلفائه، ولا سيما الأمير بافل تسيتيانوف، والجنرال أليكسي إيرمولوف، والكونت إيفان باسكيفيتش، والأمير ميخائيل فورونتسوف، توسعت منطقة القوقاز الروسية لتشمل الأراضي التي تم الحصول عليها في سلسلة من الحروب مع الدولة العثمانية، والإمبراطورية الفارسية، وشعوب شمال القوقاز المحلية. وفي النهاية، شمل نطاق ولايتها القضائية ما هو الآن جورجيا، وأرمينيا، وأذربيجان، وشمال القوقاز، وكذلك أجزاء من شمال شرق تركيا (اليوم محافظات أرتوين، وأردهان، وقارص، واغدير).
يقع المقر الرئيسي في تفليس، وقد تصرف النواب في حكم الأمر الواقع كسفراء إلى الدول المجاورة والقادة الأعلون للقوات المسلحة، والسلطة المدنية العليا، ومعظمهم مسؤولون فقط أمام القيصر. ومن 3 فبراير 1845 إلى 23 يناير 1882، كانت السلطة القضائية تحت إشراف لجنة القوقاز، التي تألفت من ممثلين عن مجلس الدولة ووزارات المالية ونطاقات الدولة، والعدل والداخلية، وكذلك أعضاء من اللجان الخاصة. وبعد ثورة فبراير 1917، التي جردت القيصر نيقولا الثاني من العرش الروسي، ألغت الحكومة الروسية المؤقتة النيابة الملكية في القوقاز في 18 مارس 1917، وعهدت بجميع السلطات، باستثناء منطقة الجيش النشط، إلى الهيئة الإدارية المدنية التي سميت اللجنة الخاصة عبر القوقاز (بالروسية: Особый Закавказский Комитет) المعروفة اختصارًا أوزاكوم.

خريطة إثنوغرافية لمنطقة القوقاز الروسية، 1880.

## المحافظات والمناطق عام 1917

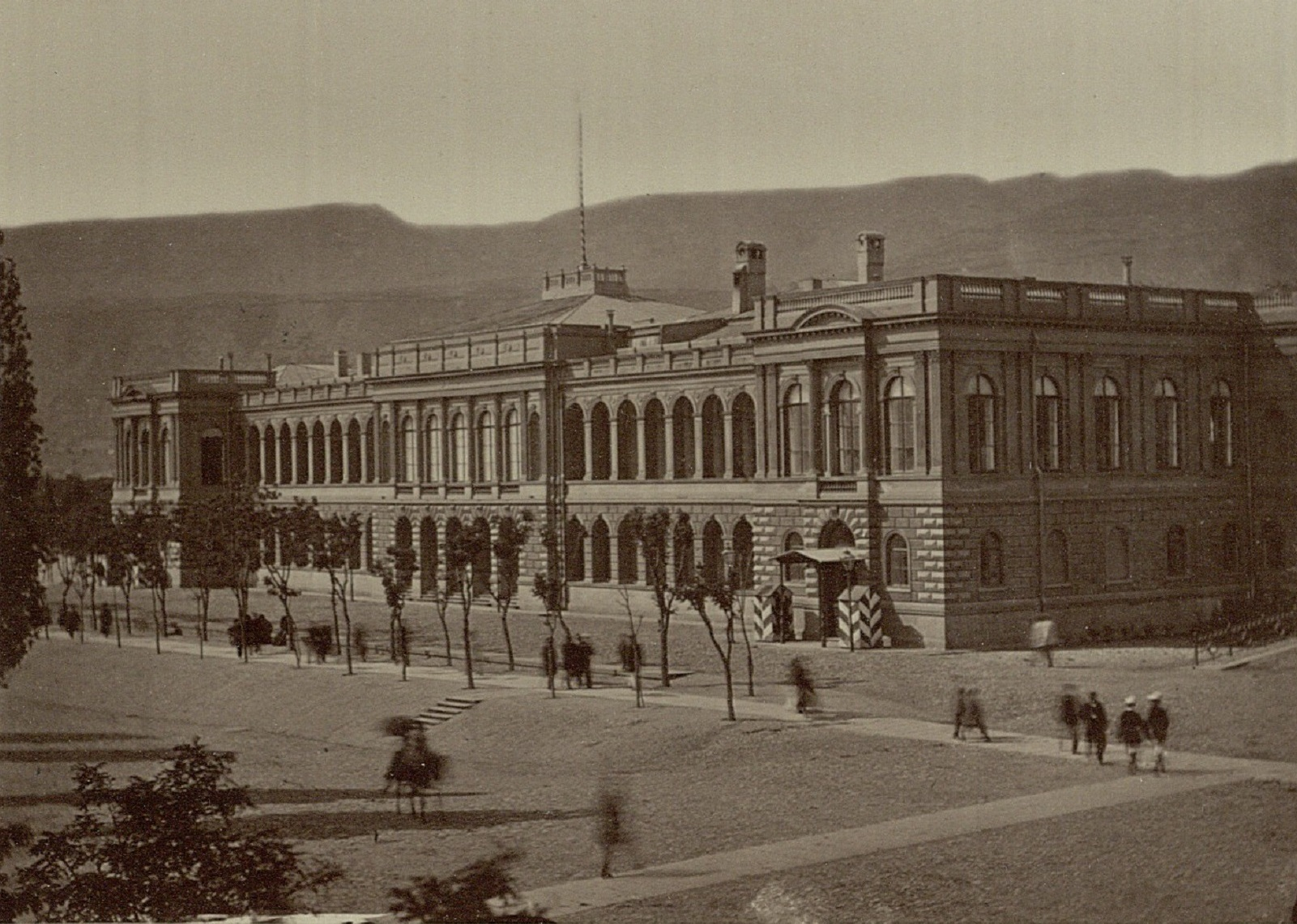
قصر نائب الملك في القوقاز في تفليس، ستينيات القرن التاسع عشر.

- المحافظات:
  - محافظة باكو
  - محافظة البحر الأسود
  - محافظة إليزابيثبول
  - محافظة إريفان
  - محافظة كوتايس
    - مقاطعة سوخوم

  - محافظة تيفليس
    - مقاطعة زكاتال

- المناطق:
  - منطقة باتومي
  - منطقة داغستان
  - منطقة كارس
  - منطقة كوبان
  - منطقة تيريك

## المفوضون السامون ونواب الملك في القوقاز
- كارل هاينريش فون كنورينج 1801–1802
- بافيل تسيتسيانوف 1802–1806
- إيفان جودوفيتش 1806–1809
- ألكسندر تورماسوف 1809–1811
- فيليب بولوتشي 1811–1812
- نيكولاي رتيشيف 1812–1816
- أليكسي إيرمولوف 1816–1827
- إيفان باسكيفيتش 1827–1831
- جريجور فون روزين 1831–1838
- يفغيني جولوفين 1838–1842
- ألكسندر نيدجارت 1842–1844
- ميخائيل فورونتسوف 1844–1854
- نيكولاي مورافيوف أمورسكي 1854–1856
- ألكسندر بارياتينسكي 1856–1862
- جريجول أوربيلياني (مؤقت) 1862
- الدوق الأكبر ميخائيل نيكولايفيتش 1862–1882
- ألكسندر دوندوكوف كورساكوف 1882–1890
- سيرجي شيريميتيف 1890–1896
- غريغوري جوليتسين 1896–1904
- ياكوف مالاما (مؤقت) 1904
- إيلاريون فورونتسوف داشكوف 1904–1916
- دوق روسيا الأكبر نيكولاس نيكولايفيتش 1916–1917